# Lisa Ajax
Lisa Kristina Ajax, född 13 augusti 1998 i Jakobsbergs församling i Stockholms län, är en svensk sångare och videobloggare. Hon vann Idol 2014 och med låten "Love Run Free" som placerade sig på plats 48 på Itunes under sin första vecka. Hon har gått till final i Melodifestivalen fyra gånger: 2016, 2017, 2019 och 2024.
Ajax har ingått i gruppen Helges All Stars och deltagit i Lilla Melodifestivalen 2012 med låten "Allt som jag har".
Lisa deltog i Masked Singer Sverige 2025 som Porslinsdockan, där hon vann.

## Biografi

### Bakgrund
Lisa Ajax började ta sånglektioner hos en sånglärare 2004, samma år som den första upplagan av Idol kom till Sverige. Ajax ska då ha sagt att hon skulle söka till Idol så fort hon fyllt 16, med målet att bli vinnare.

### Idol
Ajax resa i Idol 2014 började med en av juryn mycket uppskattad audition i Stockholm när hon sjöng låten ”Mamma knows best”, och hon blev tidigt under säsongen en av favoriterna. När hon under hösten sjöng ”En sån karl” fick hon Pär Lernström att börja gråta. Vid säsongsslutet vann Ajax Idolfinalen i Globen i Johanneshov, Stockholm den 5 december 2014 och fick låten "Unbelievable" (skriven av Fame Factory-deltagaren Jimmy Jansson, Micha Wilshire och Lori Wilshire) som sin vinnarlåt. I och med Idolvinsten så tillkännagavs det att Ajax tillsammans med de två andra deltagarna Mollie Lindén (kom på andraplatsen i tävlingen) och Josefine Myrberg (kom på en tredjeplats i tävlingen) skulle resa runt i Sverige på en tack-turné med start den 12 december 2014.
Ajax blev den yngsta vinnaren någonsin av Idol Sverige, följd av Agnes Carlsson och Amanda Fondell som båda var sjutton år när de vann Idol 2005 respektive 2011. Denna ära ersattes av Margaux Flavet som vann Idol 2024.

### Melodifestivalen

#### Melodifestivalen 2016
I Melodifestivalen 2016 deltog Ajax i den tredje deltävlingen i Norrköping den 20 februari, med låten "My Heart Wants Me Dead" skriven av Linnea Deb, Joy Deb, Anton Hård af Segerstad, Nikki Flores och Sara Forsberg. Ajax avancerade till finalen i Stockholm där hon slutade på en sjunde plats med sammanlagt 56 poäng.

#### Melodifestivalen 2017
I Melodifestivalen 2017 deltog Ajax i den andra deltävlingen i Malmö den 11 februari, med låten "I Don't Give A" skriven av Ola Svensson, Linnea Deb, Joy Deb och Anton Hård af Segerstad. Ajax avancerade via andra chansen till final där hon slutade på en nionde plats med sammanlagt 46 poäng.

#### Melodifestivalen 2019
I Melodifestivalen 2019 deltog Ajax i den fjärde deltävlingen i Lidköping, med bidraget "Torn" som är skriven av Isa Molin. Därifrån gick hon via andra chansen i Nyköping vidare till finalen. I finalen hamnade Ajax på en nionde plats.

#### Melodifestivalen 2022
I Melodifestivalen 2022 deltog Ajax tillsammans med Niello i den andra deltävlingen, med bidraget "Tror du att jag bryr mig". Bidraget åkte ut med en sistaplacering.

#### Melodifestivalen 2024
I Melodifestivalen 2024 deltog Ajax i den första deltävlingen i Malmö den 3 februari med bidraget "Awful Liar", skrivet av David Lindgren Zacharias, Sebastian Atas, Victor Crone, och Victor Sjöström. Bidraget gick direkt vidare till final.

### Övrig TV
Hon deltog i The Island Sverige 2022, som spelades in i augusti 2021, som en av åtta deltagare.
Ajax deltog i dansprogrammet Let's Dance 2022, som sändes på TV4.
Våren 2025 deltog Ajax i Masked Singer Sverige där hon vann som porslinsdockan.

## Diskografi

### EP
- 2014 – Unbelievable
- 2017 – Collection

### Singlar
- 2012 – "Allt som jag har", bidrag i Lilla Melodifestivalen 2012.
- 2014 – Love Run Free (Capitol Music Group).
- 2014 – Unbelievable
- 2015 – Blue Eyed Girl (Capitol Music Group).
- 2016 – My Heart Wants Me Dead (Capitol Music Group), bidrag i Melodifestivalen 2016.
- 2016 – Give Me That (Capitol Music Group).
- 2016 – "Love Me Wicked"
- 2016 – "Santa Bring My Baby to Me"
- 2017 – I Don't Give A, bidrag i Melodifestivalen 2017.
- 2018 – "Think About You"
- 2018 – "Terribly Good Xmas"
- 2019 – "Off My Mind"
- 2019 – "Torn", bidrag i Melodifestivalen 2019.
- 2019 – "I Like"
- 2020 – Jag Måste (Ninetone Records).
- 2020 – Fantasi (Ninetone Records).
- 2020 – Jag vill ha dig (Ninetone Records).
- 2021 – Ingen annan (Universal Music AB), tillsammans med Niello.
- 2021 – Här tog det vackra slut (DM), tillsammans med Klockrent!.
- 2022 – Tror du att jag bryr mig (Universal Music AB), tillsammans med Niello.
- 2023 – Över dig (feat. Lisa Ajax) (Cardiac Revords), tillsammans med Klockrent!.
- 2023 – VI ÄR SVERIGE (VM-låt 2023) (Emperial AB), tillsammans med Lia Larsson och Tone Sekelius.
- 2023 – Falling For Christmas (Universal Music AB).

## Låtar
- 2014 – Love Run Free, skriven tillsammans med Jakke Erixson.
- 2018 – In No Time, skriven tillsammans med Marcus Holmberg och Matte Andréasson.
- 2020 – Jag Måste, skriven tillsammans med Anton Engdahl och Marcus Holmberg.
- 2021 – Ingen annan, skriven tillsammans med Adam Jonsson, Baimz Bellman och Niklas Grahn.